# Archive.today
archive.today (anteriormente archive.is) es un servicio que permite salvaguardar una copia de cualquier página en la Web, con todas los imágenes, estilos y fuentes.
Posteriormente la página archivada se puede hacer referencia a través de una URL corta (o larga, conservando la original).
Si guarda las páginas web de Livejournal y Reddit los comentarios ocultos están desplegados.
En febrero de 2016 OnlineNIC (una empresa registradora de dominios de Internet estadounidense) bloqueó el antiguo dominio de sitio "archive.today" que no estabа en uso en los últimos meses. El dominio nuevo es "archive.is". Sin embargo, el bloqueo parece haber sido revertido puesto que la página ha vuelto a usar el dominio archive.today en determinadas circunstancias. Otros dominios empleados son archive.li, archive.is, archive.fo, archive.md, archive.vn y archive.ph.
Desde julio de 2013, archive.today es compatible con la interfaz de programación de aplicaciones (API) de Memento Project y apoya el proyecto.

## Relaciones con Wikipedia
El sitio supervisa los últimos cambios de Wikipedia y otras comunidades wiki y archiva nuevos enlaces externos para restaurar los enlaces rotos.

## Críticas
Se critica que no permita exclusión, ni por robots.txt ni por metatag (comparándolo con otros servicios que permiten la función de excluir robots). Sin embargo, archive.today no es un robot, puesto que sólo archiva páginas web bajo demanda, por lo que no tiene por qué respetar ese estándar.